# ناحية مركز جبل سمعان
ناحية مركز جبل سمعان إحدى نواحي سوريا تتبع إداريّاً لمحافظة حلب منطقة جبل سمعان ومركزها مدينة حلب، بلغ تعداد سكان الناحية 2,181,061 نسمة حسب التعداد السكاني لعام 2004م.

## التجمعات السكانية في ناحية مركز جبل سمعان
عبطين، حلب،  عسان، حدادين، حيلان، حريبل، خان طومان، كفر صغير، معراتة المسلمية، المسلمية، قراص، صقلايا، تل شعير، تل شغيب، الذهبية، الوضيحي، المسلمية الشمالية، دوير الزيتون، رسم عسان، سيفات، عزان، عين الكبيرة، مغاير خان طومان.